# Артур Філіп

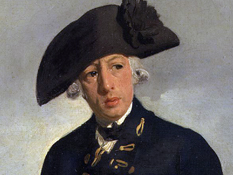
Портрет 1786, Френсіса Вітлі (Національна портретна галерея, Лондон)

Артур Філіп (англ. Arthur Phillip; 11 жовтня 1738, Лондон, Англія — 31 серпня 1814, Бат, Англія) — адмірал Королівського ВМФ, губернатор штату Новий Південний Уельс — першої європейської колонії на австралійському континенті.

## Життєпис
Філіп вперше вступив до лав Королівського флоту в 1755 році у віці сімнадцяти років та перебував на службі до 1763 року. Протягом наступних тринадцяти років він займався фермерством в англійській глибинці. У 1776 році він знову вступив на дійсну службу і брав участь у боях англо-французької війни. Під час іспано-португальської війни 1776–1777 років служив португальській короні в ескадрі під командуванням Роберта МакДуала (англ. Robert MacDouall). Проявив велику хоробрість і кмітливість при захопленні іспанського судна «Сан Агустін». Його заслуги в цьому бою були відзначені тим, що після перейменування корабля в «Санту Агустін», Артур Філіп був призначений його новим капітаном.
У 1786 році Філіп отримав наказ англійського уряду заснувати поселення засланців злочинців у Новому Південному Уельсі. У наступному році відплив до Австралії на чолі флотилії з 11 кораблів, відомої під ім'ям Перший флот. У 1788 році він заснував поселення засуджених, назване Сідней на честь тодішнього міністра колоній Великої Британії, на березі однойменної бухти Сідней затоки Порт-Джексон. Сідней став першою європейською колонією на австралійському континенті. Ставши першим губернатором Нового Південного Уельсу, Філіп досить успішно боровся з бунтами серед засланців і солдатів, а до середини 1790 року ще й із загрозою голоду. Йому вдалося створити дійсно життєздатну колонію. Незважаючи на примирення з аборигенами, Філіпу так і не вдалося встановити міцний мир між поселенцями і тубільцями.
У 1792 році Філіп повернувся до Англії під приводом погіршення здоров'я, проте в 1796–1798 роках знову брав участь у бойових діях на морі. 6 листопада 1805 року Філіп був введений в чин контр-адмірала червоного прапора, 24 листопада 1809 — в чин віце-адмірала білого прапора, 31 липня 1810 року — чин віце-адмірала червоного прапора, 7 червня 1814 — адмірала синього прапора.
У 1792 році дружина Філіпа, Маргарет, померла. У 1794 році він одружився з Ізабеллою Вітехед і жив якийсь час у Баті. Його здоров'я відновилося, і в 1796 році він повернувся в море, при цьому отримав команду і кілька відповідальних посад під час воєн проти французів. У січні 1799 року він став контр-адміралом. У 1805 році, у віці 67 років, подав у відставку, і решту життя прожив у Баті. Він продовжував листуватися з друзями в Новому Південному Уельсі, пропонував нові ідеї урядовцям колонії. Помер у Баті 8 серпня 1814 року.